# NMB48の＃エモスト
『NMB48の＃エモスト』（エヌエムビーフォーティーエイトのエモスト）は、毎日放送で2020年10月23日（22日深夜）から放送されているバラエティ番組。深夜に不定期で放送されている。
アイドルグループ「NMB48」の冠番組。

## 概要
NMB48メンバーが話題のスポットへ行き、スマホを片手に心揺さぶられた瞬間(＝エモい)を撮りながら自由に楽しむロケ番組。
撮影中に撮られた写真や動画は、番組公式SNSに投稿される。
放送終了後にTVerとMBS動画イズムにて見逃し配信がされている。

## 出演者
ロケ出演
- NMB48 - 放送毎に数名が出演。

ナレーション
- セルライトスパ - 稀に映像出演することもアリ。

## 放送日程
放送日は暦日表記で記載。
| 回 | 放送日時                   | 内容 | 出演メンバー |
| -- | -------------------------- | --- | --- |
| 1  | 2020年10月23日 1:59 - 3:00 | - USJで秋の5大エモいスポットを探せ - マロニーの斬新アレンジレシピに挑戦 - 人気チョコ店でPR写真をプロデュース | 小嶋花梨、安部若菜、加藤夕夏、前田令子、出口結菜 ※SHOWROOMイベントで選出されたメンバー                                                    |
| 2  | 2021年3月26日 1:29 - 2:30  | きゅんmartがスマホ片手にロケ巡り！                                                                           | 加藤夕夏、小嶋花梨、佐月愛果、塩月希依音、渋谷凪咲、隅野和奏、原かれん、本郷柚巴 ※「NAMBATTLE」で優勝したグループ「きゅんmart」のメンバー |
| 3  | 2021年10月1日 1:29 - 2:30  | 20周年USJで5大エモいスポットを探索！                                                                         | 加藤夕夏、佐月愛果、塩月希依音、隅野和奏、原かれん、本郷柚巴                                                                              |
| 4  | 2021年11月26日 1:29 - 2:30 | - オーラルケアの萌えるPOPを作ろう - 第九ドキドキレッスン体験 - 安全安心フードピクト                          | 出口結菜、李始燕、原かれん、杉浦琴音、新澤菜央、前田令子                                                                                  |
| 5  | 2022年7月1日 1:29 - 2:30   | NMB48の推し活スペシャル                                                                                      | 安部若菜、泉綾乃、松岡さくら、川上千尋、隅野和奏、本郷柚巴、和田海佑 ※「NAMBATTLE2 〜運〜」で勝利したメンバー                             |
| 6  | 2022年9月23日 1:29 - 2:30  | ちっひー初センター就任おめでとうSP                                                                           | 川上千尋、出口結菜、新澤菜央、和田海佑、眞鍋杏樹、早川夢菜                                                                                |
| 7  | 2022年12月23日 1:59 - 3:00 | クリスマスパーティーSP                                                                                       | 安部若菜、川上千尋、坂下真心、貞野遥香、出口結菜、原かれん、早川夢菜、眞鍋杏樹                                                            |
| 8  | 2023年3月23日 1:29 - 2:30  | もしもNMBメンバーが大学生だったらSP                                                                          | 坂田心咲、桜田彩叶、塩月希依音、田中雪乃、出口結菜、平山真衣                                                                              |
| 9  | 2023年6月2日 1:29 - 2:30   | エモいMVを作ろうSP                                                                                           | 川上千尋、安部若菜、貞野遥香、龍本弥生、新澤菜央、坂田心咲                                                                                |
| 10 | 2023年9月22日 1:34 - 2:35  | 大学生・百貨店スタッフ・映像監督 チャレンジSP！                                                              | 出口結菜、安部若菜、山本望叶、青原和花、塩月希依音、坂田心咲                                                                              |
| 11 | 2023年12月22日 1:59 - 3:00 | NMB48にエモいクリスマスプレゼントSP！                                                                        | 平山真衣、芳賀礼、新澤菜央、桜田彩叶、前田令子、龍本弥生                                                                                  |
| 12 | 2024年2月9日 1:29 - 2:30   | 冬のエモい女子旅SP in 石川県小松市＆能美市                                                                   | 上西怜、新澤菜央、塩月希依音、出口結菜 |
| 13 | 2024年5月20日 1:20 - 2:20  | 最新技術＆最旬スポットSP！                                                                                   | 青原和花、青原優花、水田詩織、田中雪乃、池帆乃香、坂下真心                                                                                |
| 14 | 2024年7月22日 1:25 - 2:25  | NMB48がスマホ片手にエモいを求めて歩く                                                                        | 山本望叶、芳賀礼、川上千尋、上西怜、平山真衣、眞鍋杏樹                                                                                    |
| 15 | 2024年10月7日 1:20 - 2:20  | 石川県小松市＆能美市 パビリオン探しツアーSP                                                                  | 小嶋花梨、山本望叶、田中雪乃、龍本弥生 |